# Michael Jackson: A Magia e a Loucura
Michael Jackson: A Magia e a Loucura (Em inglês: Michael Jackson: The Magic & The Madness) é um livro escrito por J. Randy Taraborelli sobre a vida de Michael Jackson. O livro trata da verdade em torno do astro e vai alem do noticiado pela imprensa marrom, resultado de uma pesquisa de mais de trinta anos. J. Rany Taraborelli é autor de oito biografias, entre elas o best-seller  Madonna - Uma Biografia Íntima, publicado no Brasil pela Editora Globo.
Com uma ampla documentação, o autor desvenda um Michael fragilizado com o passar dos anos. O livro fala da sua infância seus relacionamentos com garotos e amizades com celebridades como Diana Ross e Elizabeth Taylor. Mostra um homem brincando como se nunca tivera infância, onde era capaz de contratar atores da Disney e cair nos braços da branca de neve e beijar o boneco do ET. como se ele realmente fosse verdadeiro. Suas plasticas e inúmeras cirurgias são abordadas, bem como as confusões de sua família que tentava a todo custo passar a imagem de uma família unida. O inicio dos Jackson 5 e a carreira solo de Michael são fatores relevantes para as discussões entre Joseph e o filho.,
O livro tem em torno de 688 páginas divididas em 11 partes, Michael Jackson nunca autorizou a biografia (o que leva a dar mais credibilidade a biografia, pois Michael Jackson não interferiu), o que fez muitos fãs não comprarem em fidelidade ao músico. Apesar do biógrafo tratar-se o tempo todo como amigo íntimo e confidente do astro, a relação entre os dois não passava de uma relação simples entre jornalista e entrevistado. Taraborelli entrevistou o astro poucas vezes ao decorrer de sua vida (mas se tratando de um astro, a quantidade de entrevista que ele fez é relativamente alta, cerca de 10 vezes), mas o tempo todo ele quer dá a impressão de estar sempre presente na vida de Michael. A credibilidade do livro é questionável, mas a crítica adorou.